# Rainer Küchenmeister

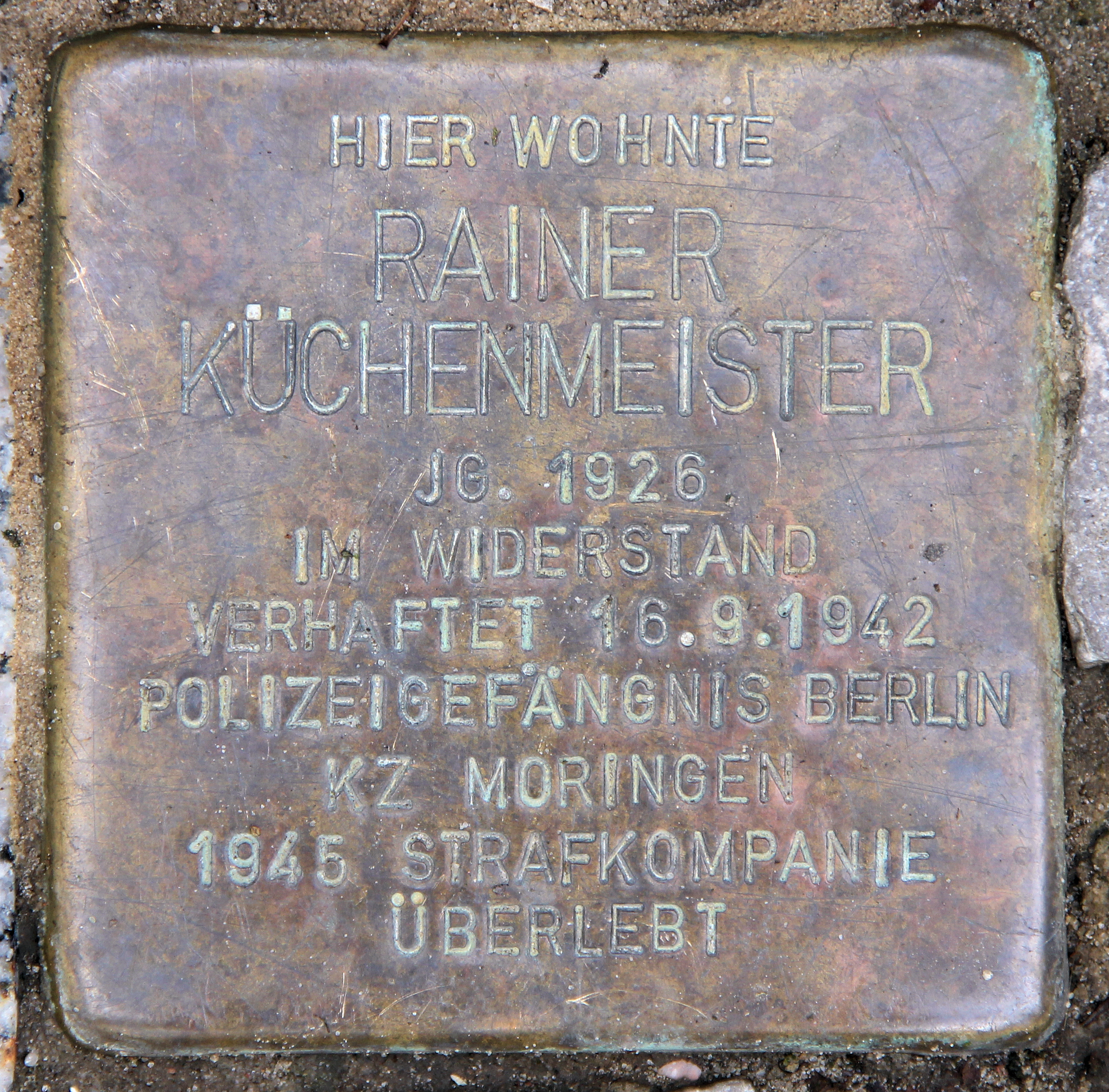
Stolperstein vor dem Haus, Sächsische Straße 63a, in Berlin-Wilmersdorf

Rainer Maria Küchenmeister (* 14. Oktober 1926 in Ahlen/Westfalen; † 6. Mai 2010 in Paris) war ein deutscher Maler und Hochschullehrer.

## Leben
Rainer Küchenmeister ist der Sohn des Drehers und kommunistischen Journalisten Walter Küchenmeister, der während des Dritten Reiches der Widerstandsgruppe „Rote Kapelle“ angehörte und 1943 hingerichtet wurde. 1928 zog er mit seinen Eltern nach Berlin, wo sein Bruder Claus Küchenmeister geboren wurde. Nach dem Schulbesuch begann er 1941 eine Ausbildung als Dekorationsmaler. Bereits vorher hatte er dem Maler und Bildhauer Kurt Schumacher, einem Freund seines Vaters, bei der Ausgestaltung der Eingangshalle der „Neuen Post“ in Berlin-Schöneberg assistiert und dabei vor allem die Grundtechniken der Wandmalerei erlernt.
Auch bei der politischen Arbeit unterstützte er seinen Vater und dessen Freunde, nach deren Verhaftung kam er in Berlin in Polizeihaft. Im Geheimen tauschte er mit der ebenfalls dort inhaftierten Cato Bontjes van Beek Briefe, in denen er davon schrieb, wie wichtig sie für ihn geworden sei – obwohl er nie ihr Gesicht gesehen hatte. Hermann Vinke deutet an, die Figuren in Küchenmeisters späteren Aquarellen könnten wegen dieses Erlebnisses ohne Gesichter geblieben sein. Später wurde er im Jugendkonzentrationslager Moringen inhaftiert und im März 1945 noch in ein Wehrmachts-Strafbataillon gesteckt. Seine Mutter starb währenddessen bei einem Luftangriff auf Berlin.
Nach der Befreiung wollte er ein künstlerisches Studium beginnen und wurde an der Kunsthochschule Weißensee probehalber aufgenommen, dort jedoch nach kurzer Zeit relegiert. 1946/47 besuchte Küchenmeister die Bielefelder Meisterschule für das deutsche Handwerk. In den 1950er Jahren lebte er vorwiegend in West-Berlin, fand aber dort als Maler keine Anerkennung. Zumindest seit den 1960er Jahren hatte Küchenmeister in der Bundesrepublik Deutschland und im Ausland mehrere Ausstellungen, u. a. 1962 in der Londoner Matthiesen Gallery und 1962 und 1965 in der Pariser Galerie Lacloche. Im Jahr 1964 wurden Arbeiten von ihm auf der documenta III in Kassel in der Abteilung Malerei gezeigt. 1969 erfolgte seine Berufung zum Professor an der Staatlichen Akademie der Bildenden Künste Karlsruhe und er wurde ordentliches Mitglied der Akademie der Künste Berlin.
Rainer Küchenmeister lebte in der Normandie und in Paris. Er starb 83-jährig nach einer schweren Krankheit.

## Preise
- 1961 Preis der Stadt Wolfsburg
- 1961 Biennale des Jeunes, Paris
- 1965 Villa-Romana-Preis, Florenz
- 1971 Kunstpreis Berlin

## Ehrungen
- Vor seinem letzten Wohnhaus vor der Verhaftung durch die Gestapo im Sächsischen Palais (Sächsische Straße 63a in Berlin-Wilmersdorf) wurde am 13. Oktober 2010 von Schülern der Robert-Jungk-Oberschule ein Stolperstein verlegt, für den die damalige Generalsekretärin des Internationalen Sachsenhausen-Komitees Sonja Reichert die Patenschaft übernahm.